# Alassane Pléa
Alassane „Lasso“ Pléa (* 10. März 1993 in Lille) ist ein französischer Fußballspieler. Der Stürmer steht bei der PSV Eindhoven unter Vertrag.

## Karriere

### Vereine
Pléa, dessen Wurzeln in Mali liegen, begann seine Karriere bei Olympique Lyon. Sein Debüt in der Ligue 1 gab Pléa am 7. Oktober 2012 gegen den FC Lorient (1:1). Da er bei Lyon in der Saison 2013/14 nur selten in der ersten Elf stand, wurde er für die Rückrunde an den Ligakonkurrenten AJ Auxerre ausgeliehen. Zur Saison 2014/15 verpflichtete ihn der OGC Nizza. Am 29. August 2014 kam Pléa im Auswärtsspiel gegen Olympique Marseille erstmals für Nizza zum Einsatz. Er entwickelte sich daraufhin zum Leistungsträger und weckte das Interesse anderer Vereine.
Zur Saison 2018/19 wurde Pléa von Borussia Mönchengladbach verpflichtet. Er unterschrieb einen bis 30. Juni 2023 laufenden Vertrag. Die vereinbarte Ablösesumme betrug 23 Millionen Euro, was Pléa zum bis dato teuersten Neuzugang von Borussia Mönchengladbach machte. Sein erstes Pflichtspiel für Mönchengladbach gab er in der ersten Hauptrunde des DFB-Pokals 2018/19 gegen den BSC Hastedt. Die Borussia gewann die Partie mit 11:1, Pléa steuerte drei Tore dazu bei. Seinen ersten Ligatreffer für Mönchengladbach erzielte er am 1. September 2018, dem 2. Spieltag jener Saison, gegen den FC Augsburg zum 1:1-Endstand. Anfang August 2022 verlängerte Pléa seinen laufenden Vertrag bis 2025 mit der Option auf ein weiteres Jahr. Im November 2024 wurde bekannt, dass sich sein Vertrag automatisch bis 2026 verlängert hat. Am 1. März 2025 lief Pléa beim 3:0-Auswärtssieg gegen den 1. FC Heidenheim in seinem 200. Bundesligaspiel für Borussia Mönchengladbach auf. Zwei Wochen später erzielte er zum zweiten Mal nach November 2018 in einem Auswärtsspiel gegen Werder Bremen drei Tore.
Im Sommer 2025 wechselte Pléa nach insgesamt 236 Spielen für Gladbach, in denen er 68 Tore erzielte, zur PSV Eindhoven.

### Nationalmannschaft
Nachdem Pléa in seiner Jugend in den französischen Nachwuchs-Nationalmannschaften der Altersklassen U-18 bis U-21 zu einigen Einsätzen gekommen war, debütierte er 25-jährig am 20. November 2018 beim 1:0-Sieg im Test-Länderspiel gegen die Nationalmannschaft Uruguays für die A-Nationalmannschaft, als er in der 80. Spielminute für Olivier Giroud eingewechselt wurde.

## Erfolge und Auszeichnungen
- Niederländischer Supercupsieger: 2025 (PSV Eindhoven)